# マーガレット・サラ・カーペンター
マーガレット・サラ・カーペンター（Margaret Sarah Carpenter、旧姓: Geddes、1793年 – 1872年11月13日）は、イギリスの画家である。肖像画を描いた。

## 略歴
マーガレット・サラ・ゲデスとしてイングランド南部のソールズベリーで軍人の娘に生まれた。ソールズベリーの美術教師に学び、ラドナー伯爵が所有するソールズベリーのロングフォード城に収蔵されている絵画を見て修行した。
19歳になった1912年に、少年の肖像画を描いて、美術協会の展覧会で入賞し、翌年も作品が入賞し、1914年に金賞を受賞した 。1914年にロンドンに移り、人気のある肖像画家になった。1914年のロイヤル・アカデミー・オブ・アーツの展覧会にフォークストン卿の肖像画を出展し、ロンドンの民間展覧会「ブリティッシュ・インスティテューション(British Institution)」に『占い師』という作品を出展した。1818年から1866年の間、ロイヤル・アカデミーの展覧会やブリティッシュ・インスティテューションに出展を続けた。
1817年に大英博物館の版画および素描部門の学芸員(Keeper)のウィリアム・フックハム・カーペンター(1792–1866)と結婚した。子供のウィリアム・カーペンター(William Carpenter: 1818–1899) とパーシー・カーペンター(Percy Carpenter: 1820–1895)も画家になった。姉のハリエット・ゲデスを画家のウィリアム・コリンズに紹介し、2人は1822年に結婚し、息子に推理小説『月長石』の作者、ウィルキー・コリンズらが生まれた。
1872年にロンドンで没した。
マーガレット・サラ・カーペンターの描いた夫や画家のリチャード・パークス・ボニントン、彫刻家のジョン・ギブソンの肖像画などがロンドンのナショナル・ポートレート・ギャラリーに収蔵されている 。

## 作品

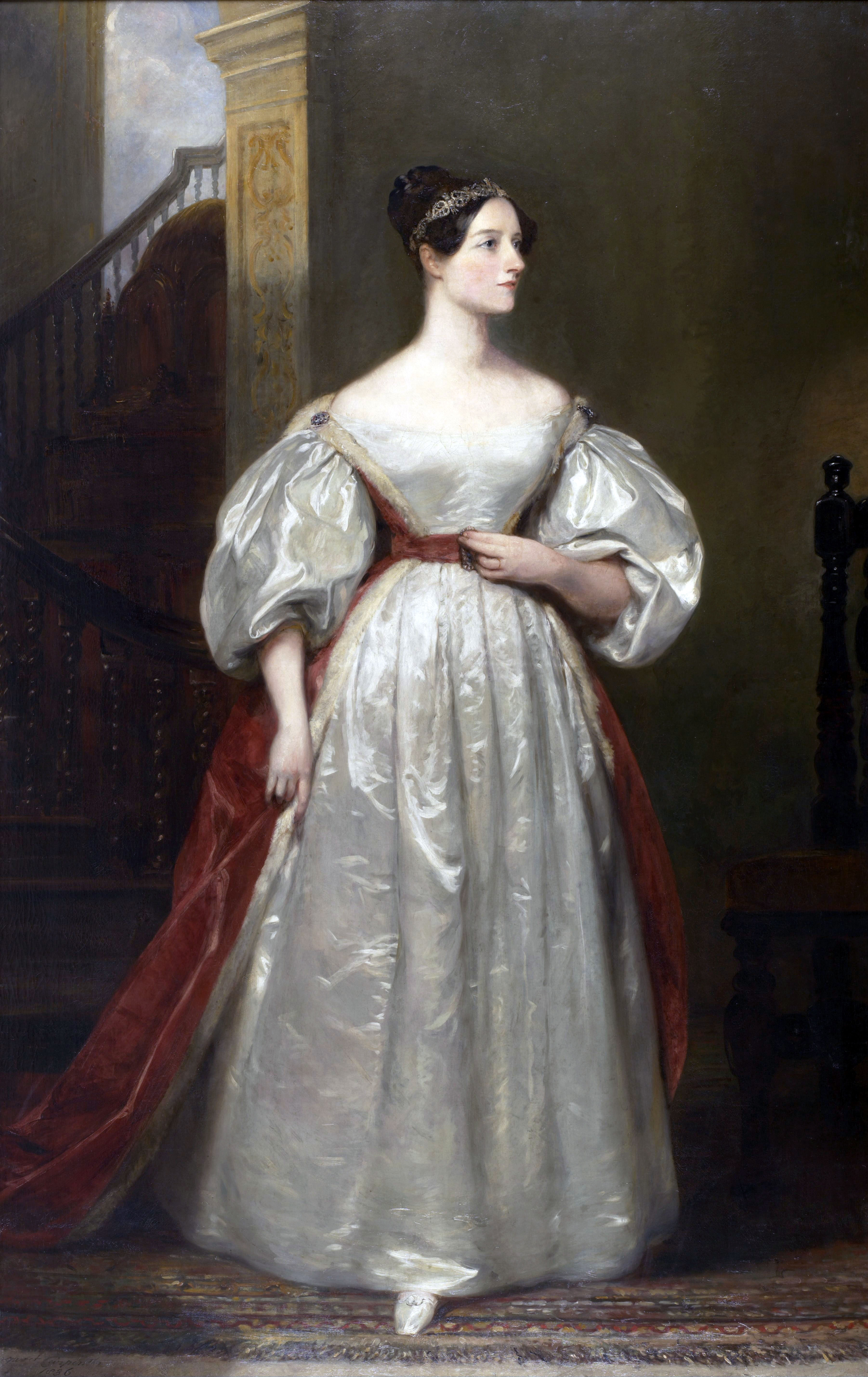
エイダ・ラブレス (1836) Government Art Collection
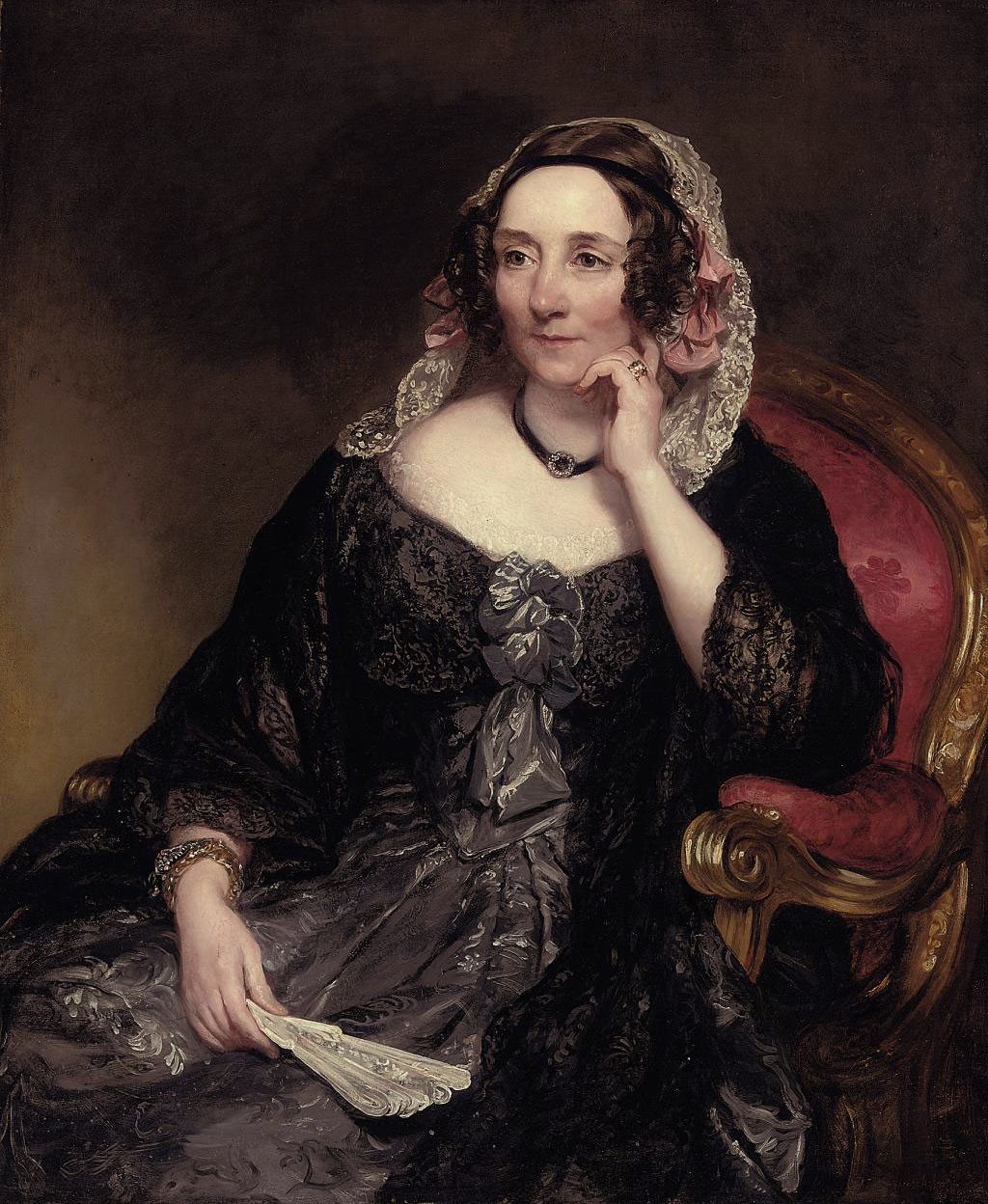
Selina Fitzwygram (1850)
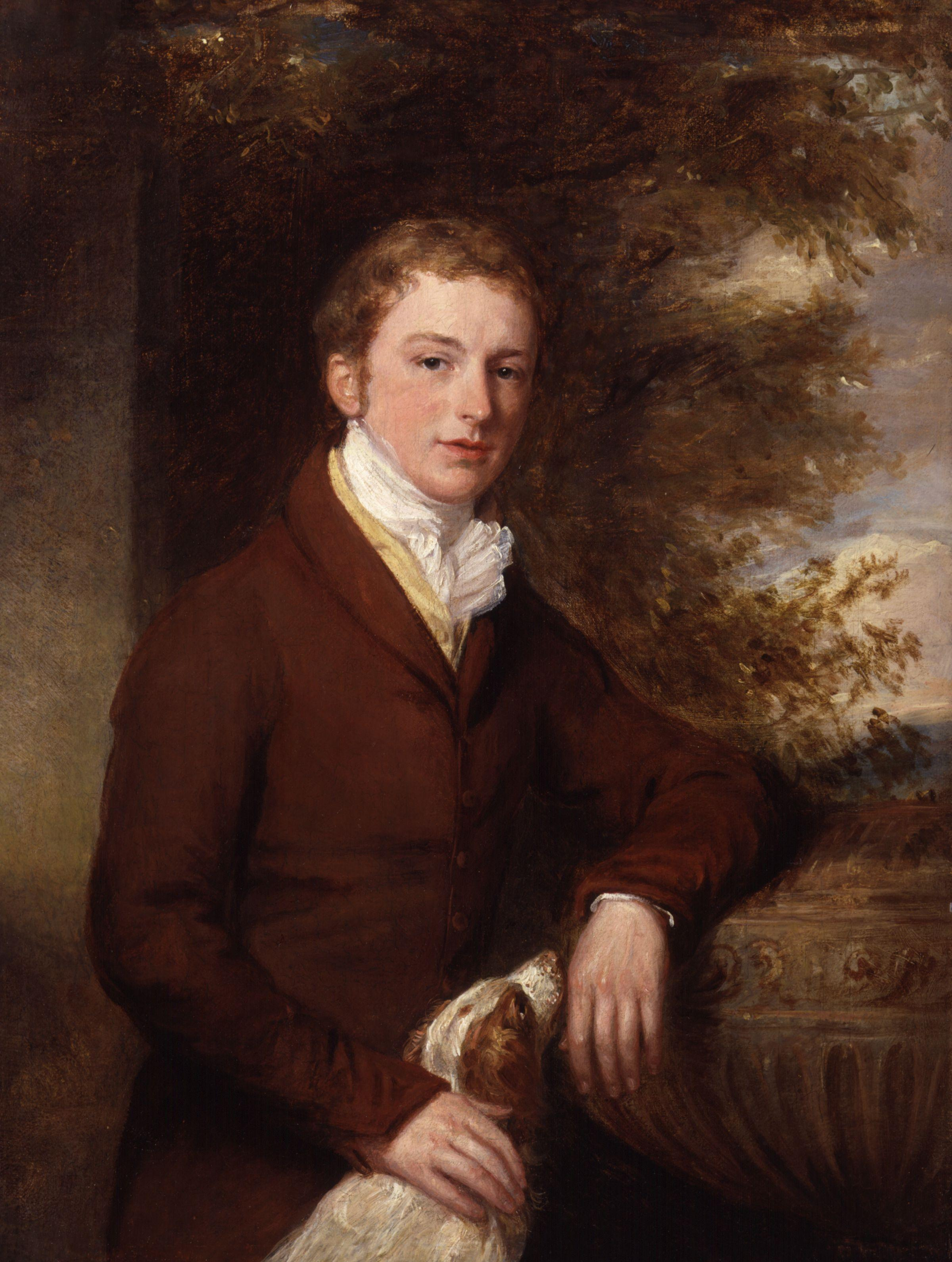
夫のウィリアム・フックハム・カーペンター ナショナル・ポートレート・ギャラリー
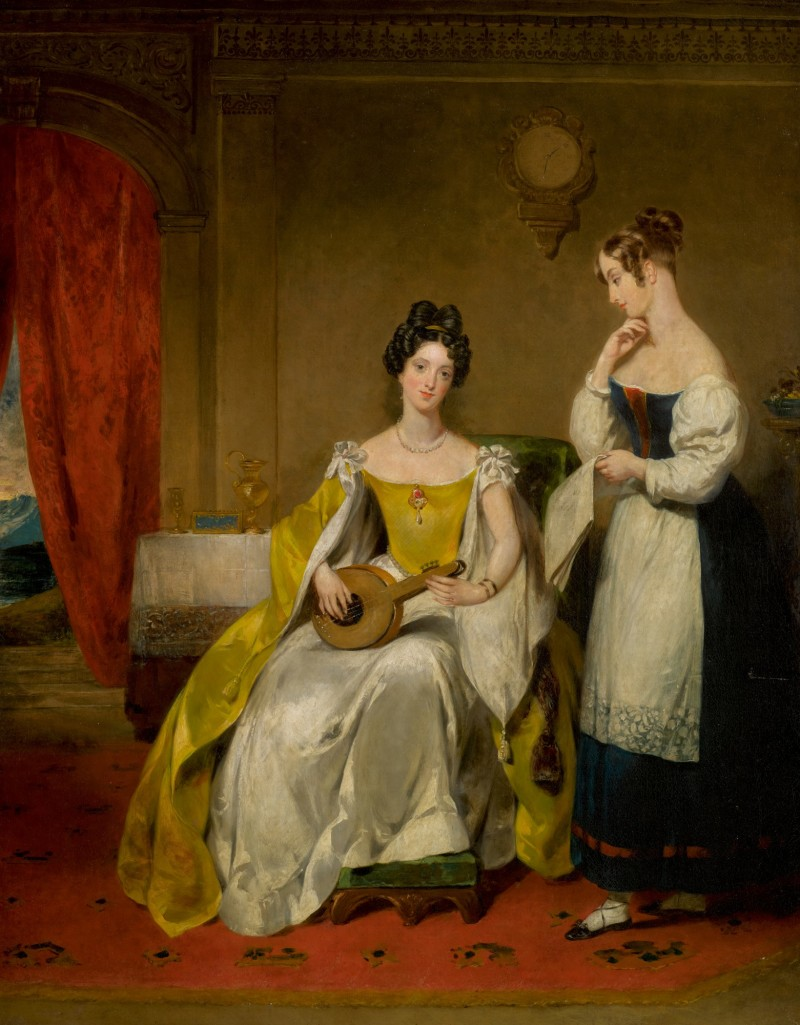
楽譜を持つ女性とギターを弾く女性